# Новосёлки (Духовщинский район)
Новосёлки — деревня в Духовщинском районе Смоленской области России. Входит в состав Бабинского сельского поселения. Население — 5 жителей (2007 год).
Расположена в северной части области в 17 км к юго-западу от Духовщины, в 1 км западнее автодороги Р136 Смоленск — Нелидово, на берегу реки Хмость. В 16 км юго-восточнее деревни расположена железнодорожная станция Присельская на линии Москва — Минск.

## История
В годы Великой Отечественной войны деревня была оккупирована гитлеровскими войсками в июле 1941 года, освобождена в сентябре 1943 года.

## Археология
Восточнее деревни находится курганная группа могильников (59 насыпей). С. С. Ширинский отнёс верхнюю границу существования могильник к 30-м—40-м годам XI века. Курганы в Новосёлках, наряду с Гнёздовым, дают в Смоленском Поднепровье основную массу находок скандинавских вещей. На селище по керамическому материалу и индивидуальным находкам выделено два этапа существования. Первый этап (третья четверть 1-го тысячелетия н. э.) относится к тушемлинской культуре, второй этап (первая половина — середина X века) — к культуре смоленских длинных курганов. В Новосёлках известен лишь один керамический образец, отражающий смешение традиций применения примеси дресвы и шамота, тем не менее, он указывает на неоднородность населения и на проникновение сюда выходцев из области господства южных (роменских) гончарных традиций.